# Чэнь Чжэнь (персонаж)

Брюс Ли в роли Чэнь Чжэня в фильме «Кулак ярости»

Чэнь Чжэнь (кит. трад. 陳真) — вымышленный китайский герой, мастер боевых искусств, созданный гонконгским писателем Ни Гуаном. Он впервые появился в 1972 году в фильме «Кулак ярости», в котором снимался Брюс Ли. С 1972 года Чэнь Чжэнь стал объектом многочисленных фильмов и сериалов, в том числе ремейков и адаптаций «Кулака ярости». Многие известные актеры-мастера боевых искусств изображали Чэнь Чжэня на экране, в том числе Брюс Ли, Джет Ли и Донни Йен. История Чэнь Чжэня варьируется в различных ремейках и адаптациях, но почти каждая, в конечном итоге, приводит к его окончательному стремлению отомстить за своего учителя Хо Юаньцзя и жестоким схваткам с японцами, аналогичным финальным сценам «Кулака ярости». Считается, что прототипом персонажа Чэнь Чжэня является Лю Чжэньшэн, реальный ученик Хо Юаньцзя.

## Общие сведения о Чэнь Чжэне
Чэнь Чжэнь изображается как ученик мастера боевых искусств Хо Юаньцзя, основателя Атлетической ассоциации Цзинъу (Chin Woo или Jingwu School). После того, как Хо Юаньцзя, якобы умер от болезни, Чэнь Чжэнь узнает, что его учитель был отравлен, и японцы из додзё шанхайского района Хункоу, несут ответственность за его смерть. Он отправляется на поиски убийц, чтобы отомстить за Хо Юаньцзя и возродить духовное наследие своего учителя.

## Интересные особенности персонажа
Во время премьеры Кулака легенды: Возвращение Чэнь Чжэня» в сентябре 2010 года Донни Йен, отвечая на вопрос журналистов о том, каковы отличия его интерпретации персонажа от более ранних версий Чэнь Чжэня, ответил, что существуют значительные отличия, и дал своё определение — «Чэнь Чжэнь является Брюсом Ли». Он сказал, что образ Чэнь Чжэня был создан Брюсом Ли в «Кулаке ярости» (1972), и лично он является поклонником Ли. Он также пояснил, что некоторые черты его персонажа были унаследованы от Брюса Ли, такие как белый костюм Мао, надетый Чэнь Чжэнем и использования нунчаку, но все ещё существуют различия в движениях и общих чертах его персонажа Чэнь Чжэня и образом созданным Ли. Фильмом «Кулак легенды: Возвращение Чэнь Чжэня» Донни Йен отдаёт дань Брюсу Ли, сохраняя белый костюм Мао и используя нунчаку, а также повторяет знаменитый лозунг Чэнь Чжэня: «Китайский народ это не больной человек Востока!».

## Появления в кинематографе
| Название фильма                       | Год  | Исполнитель               | Описание |
| ------------------------------------- | ---- | ------------------------- | --- |
| Кулак ярости                          | 1972 | Брюс Ли                   | первое появление Чэнь Чжэня |
| Новый кулак ярости                    | 1976 | Джеки Чан                 | невеста Чэнь Чжэня (в исполнении Норы Мяо) встречает молодого тайваньца (в исполнении Джеки Чана), который станет преемником Чэнь Чжэня. |
| Кулак легенды                         | 1994 | Джет Ли                   | Чэнь Чжэнь борется, чтобы спасти репутацию школы Цзинъу после смерти Хо Юаньцзя. Он побеждает японского генерала, который был ответственен за смерть его учителя. |
| Молодой герой                         | 1996 | Чхёй Сиулунг (Сюй Сяолун) | Чэнь Чжэнь спасает маньчжурскую принцессу, попадая в приключение, где он помогает принцессе и китайскому революционеру (которого играет Юань Бяо) защищать свою страну от японцев. |
| Кулак легенды: Возвращение Чэнь Чжэня | 2004 | Донни Йен                 | Продолжение «Кулака легенды». Во время Второй мировой войны Чэнь Чжэнь оставляет Китай, чтобы помочь союзникам воевать с немцами во Франции после того, как отомстил убийце учителя Хо Юаньцзя. После войны он возвращается в Китай и присоединяется к подпольному движению сопротивления в Шанхае, чтобы остановить японское вторжение в Китай. |
| Непобедимый (сериал)                  | 2007 | Джордан Чан               | В этом сериале рассказывается о сложных отношениях Чэнь Чжэня с Хо Юаньцзя. |